# Golden (Oregon)
Golden az Amerikai Egyesült Államok északnyugati részén, Oregon állam Josephine megyéjében elhelyezkedő kísértetváros.

## Története
A Farkas-patak térségében 1840-ben aranyat találtak, az első telepesek ekkor jelentek meg; amikor 1850-ben a közeli Lazac-pataknál is aranyra bukkantak, többségük távozott. Az elhagyatott településre kínai bányászok érkeztek, azonban őket a Lazac-pataktól visszatérők később kiszorították. Később hidraulikus bánya, 1885-ben a közelben pedig iskola létesült.
1892-ben több mint százötvenen éltek itt. Hamarosan kembelista templom és üzlet, valamint 1915-ben zúzómalom létesült. A posta 1896 és 1920 között működött.
A templomot 1950-ben újjáépítették; az üzlet, a kocsiszín és több lakóház is fennmaradt.
A település az országos és állami történelmihely-jegyzékekben is szerepel.

## Paranormális jelenségek
A Ghost Adventures című sorozatban többen állították, hogy a templomban démoni entitások kísértenek, valamint megszállta őket az ördög, emiatt zavartnak érzik magukat. A műsorban bemutatták a főképp optikai csalódásokat felvonultató Oregon Vortexet is.

## Fordítás
- Ez a szócikk részben vagy egészben  a   Golden, Oregon című angol Wikipédia-szócikk ezen változatának fordításán alapul.  Az eredeti cikk szerkesztőit annak laptörténete sorolja fel. Ez a jelzés csupán a megfogalmazás eredetét és a szerzői jogokat jelzi, nem szolgál a cikkben szereplő információk forrásmegjelöléseként.